# Фонтхиллская ваза

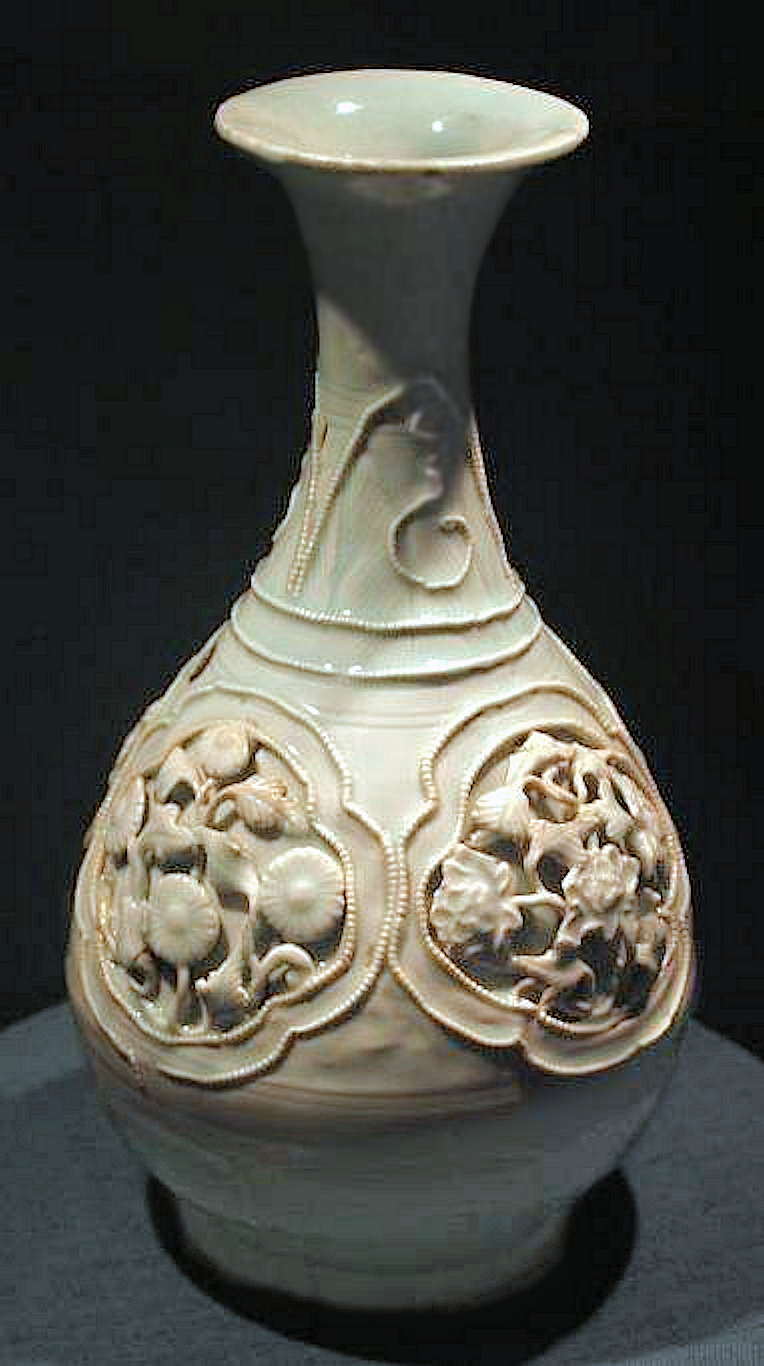
Ваза Фонтхилл. 1300–1340 гг. н. э. Китай. Фарфор. Национальный музей декоративного искусства, Дублин

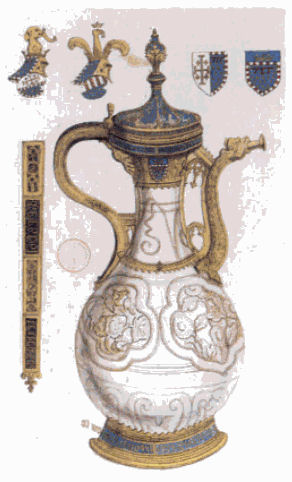
Ваза Фонтхилл с металлической оправой. Акварель Б. Реми. Иллюстрация из каталога (с гербами короля Луи I Венгерского). 1713

Фонтхиллская ваза (англ. Fonthill Vase) — ваза голубоватого китайского фарфора, датированная 1300—1340 гг. н. э. Первый достоверно известный образец китайского фарфора, достигший Европы в 1338 году. Происходит из собрания английского коллекционера, автора «готических романов» Уильяма Бекфорда, в его неоготическом замке, названном Фонтхиллским аббатством.

## Атрибуция
Ваза представляет собой изделие из фарфора, покрытое светлой глазурью с зеленоватым оттенком, напоминающим знаменитые селадоны, характерные для типа «цинбай» (англ.) периода династий Сун и Юань. Такие изделия изготавливались в провинции Цзянси на юго-востоке Китая, в нескольких местах, включая Цзиндэчжэнь, и, возможно, являются первым типом фарфора, который производился в больших масштабах. Подобные изделия называют также «Yingqing» (зелёная тень). После 1320 года стиль цинбай стал сменяться классической китайской бело-синей керамикой, что делает Фонтхиллскую вазу одним из редчайших изделий в этом стиле. Ваза имеет своеобразный рельефный декор.

## История
Первым европейским владельцем вазы был Людовик I Великий (1326—1382), который, вероятно, получил её от китайского посольства в 1338 году. Европейские мастера снабдили вазу обильно декорированной серебряной оправой, добавив носик, основание и крышку, благодаря чему ваза превратились в кувшин для напитков. В 1381 году владельцем вазы стал родственник Людовика, король Неаполя Карл III (1345—1386). Следующими известными владельцами вазы были Жан Беррийский (1340—1416) и Людовик Великий Дофин (1661—1711).
В начале XVIII века вазой владел Франсуа Лефевр де Комартен (Франсуа Лефевр де Комартен), при котором ваза в 1713 году была запечатлена на акварельном рисунке. Вскоре после этого ваза оказалась в распоряжении английского коллекционера Уильяма Бекфорда, который для хранения своей обширной коллекции предметов старины и искусства построил здание в неоготическом стиле, названное Фонтхиллским аббатством — отсюда происходит название вазы. В 1822 году вазу, после распродаже коллекции Бекфорда, приобрёл шотландский коммерсант Джон Фаркуар (1751—1826).
В XIX веке серебряные части вазы были удалены, возвращая изделие к первоначальному облику. Последнее упоминание вазы в XIX веке датировано 1882 годом, после чего она была утрачена для широкой публики до повторного обнаружения в 1950-е годы. В настоящее время ваза хранится в Национальном музее Ирландии.
Существует упоминание о как минимум ещё одной подобной вазе китайского фарфора, которой владел Жан Беррийский, однако отсутствуют свидетельства о том, откуда он её получил. Данный факт даёт основание предположить, что Фонтхиллская ваза не была единственным в своём роде предметом, изготовленным в Китае и достигшем Европы в первой половине XIV века.